# Visconde da Gramosa
Visconde da Gramosa é um título nobiliárquico criado por D. Luís I de Portugal, por Decreto de 24 de Abril e Carta de 29 de Maio de 1879, em favor de António José Pinto da Costa Rebelo.
Titulares
1. António José Pinto da Costa Rebelo, 1.º Visconde da Gramosa;
2. Joaquim Augusto Pinto da Costa Rebelo, 2.º Visconde da Gramosa.

Após a Implantação da República Portuguesa, e com o fim do sistema nobiliárquico, usaram o título: 
1. Joaquim Guilherme da Costa Rebelo da Cunha Reis, 3.° Visconde da Gramosa;
2. Caetano Maria Dias da Cunha Reis, 4.° Visconde da Gramosa.[2]